# Alfred Storch
Alfred Storch (ur. 4 kwietnia 1888 w Hamburgu, zm. 2 lutego 1962 w Münsingen) – niemiecki lekarz psychiatra.

## Życiorys
Syn lekarza Jonasa Alexandra Storcha i Fanny z domu Philipp. Uczęszczał do gimnazjum (Gelehrtenschule Johanneum) w Hamburgu. Studiował medycynę na Uniwersytecie w Monachium, Fryburgu, Bonn i Heidelbergu. Tytuł doktora medycyny uzyskał 13 grudnia 1912 na podstawie rozprawy Aussageversuche als Beitrag zur Psychologie manischer und depressiver Zustände, przygotowanej pod kierunkiem Franza Nissla. W Heidelbergu był współpracownikiem Karla Jaspersa i Arthura Kronfelda. Od 1919 był asystentem w klinice psychiatrycznej Uniwersytetu w Tybindze. W 1927 przeniósł się do kliniki Roberta Sommera w Gießen, następnego roku habilitował się.
Z powodu żydowskiego pochodzenia pozbawiony posady w 1933 roku, emigrował do Szwajcarii i pracował u Maxa Müllera od 1934 do 1954 w kantonalnym zakładzie psychiatrycznym w Münsingen. W 1950 habilitował się w Bonn na podstawie rozprawy dotyczącej zagadnień psychiatrii i filozofii. W 1958 został profesorem tytularnym Uniwersytetu w Gießen.

## Wybrane prace
- Das archaisch-primitive Erleben und Denken der Schizophrenen. Berlin: J. Springer, 1922.
- Über das archaische Denken in der Schizophrenie. Zeitschrift für die gesamte Neurologie und Psychiatrie 78, s. 500-511, 1922
- Die Welt der beginnenden Schizophrenie und die archaische Welt. Zeitschrift für die gesamte Neurologie und Psychiatrie 127, s. 799-810, 1930
- Zur Psychogenese und Psychotherapie der Schizophrenie. Thieme, 1954.
- Beiträge zum Verständnis des schizophrenen Wahnkranken. Springer-Verlag, 1959.